# Odrowąż (herb szlachecki)
Odrowąż (Odrowąs, Odrowąsch, Odrzywąs) – polski herb szlachecki, wzmiankowany w najstarszym zachowanym do dziś polskim herbarzu, Insignia seu clenodia Regis et Regni Poloniae, spisanym przez historyka Jana Długosza w latach 1464–1480.
Odrowąż jest jednym z 47 herbów adoptowanych przez bojarów litewskich na mocy unii horodelskiej z 1413 roku. Przedstawiciel rodu rycerskiego Odrowążów, Jan ze Szczekocin, adoptował wówczas bojara, Wyszegerda. Wraz z upływem czasu i rozwojem struktury szlacheckiej, Odrowążowie podzielili się na wiele rodzin. Najbardziej znane rody z późniejszych epok, pieczętujące się herbem Odrowąż to między innymi: potomkowie adoptowanego w Horodle bojara Chreptowiczowie i potomkowie samych Odrowążów – Pieniążkowie.
Odrowąża używał też Jacek Odrowąż.

## Opis herbu

### Opis historyczny
Jan Długosz blazonuje herb następująco:

Odrowąsch in campo rubeo sagittam albam a parte media arcuatam retortam, in finibus concurvatam, defert.

Kasper Niesiecki, podając się na dzieła historyczne Bartosza Paprockiego i Szymona Okolskiego, opisuje herb:

Ma być w polu czerwonym strzała biała, z końcami na obie strony zakrzywionymi. W klejnocie ogon pawi, a w nim tenże herb, przecież na bok obrócony.

### Opis współczesny
Opis skonstruowany współcześnie brzmi następująco:
Na tarczy w polu czerwonym, rogacina rozłuczona.
W klejnocie siedem ogonów pawich, na nich godło w lewą stronę herbu obrócone.
Labry herbowe czerwone, podbite srebrem.

## Geneza

### Czeskie pochodzenie Odrowążów
Antoni Małecki, opierając się na dziele Bartosza Paprockiego pt. Zrcadlo slavného Markrabství moravského, z 1593 roku, twierdzi, że identyczny znak herbowy co polski Odrowąż – był godłem panów z Dubrawicy. Przekaz Długosza twierdzący o herbie: „ex Moravia ducens genus” interpretuje w ten sposób, że należy go odnieść tylko do herbu Odrowąż, a nie do całego rodu Odrowążów. Herb ten na Morawach jest rodzimy, co stwierdza już historyk František Palacký, uznając go za ustalony już w XIII wieku w czeskim rodzie Beneszowców. Miał mieć ten herb czeski i swoją nazwę czeską, którą Palacký podaje w formie „Odřiwans”. Ta nazwa nie ma związku ani z Beneszem, protoplastą rodu Beneszowców, ani z Dubrawicą. Jest czymś naleciałym. Nie wiadomo dokładnie od kiedy herb ten zaczęto nazywać Odrowążem. Rodzina Beneszowców rozpadła się na kilka odnóg, osiadłych w Czechach, na Śląsku i Morawach. Z tego by wynikało, że polscy Odrowąże byli gałęzią Beneszowców, która przyszła do Polski i osiedliła się w województwie sandomierskim i krakowskim, oraz że godło swe przynieśli już z ojczyzny.
Przeciw tej teorii prof. Małecki dodaje wątpliwości, nie może on pogodzić z poprzednimi wywodami: bytności Odrowążów w Polsce, równą tej, jak Beneszowców w Czechach. Dodatkowo fakt iż nazwa herbu Odrowąż w tym proklamacja rodu, wzięła niewątpliwie nazwę od polskiej osady zlokalizowanej w województwie sandomierskiem, a nie od jakiejś osady morawskiej, oraz że godło Odrowąż, jakkolwiek identyczne ze znakiem Beneszowców, nie występuje jeszcze nawet w drugiej połowie XIII wieku, co najmniej do 1290 roku. W ojczyźnie Beneszowców ryto je na odnośnych pieczęciach zapewne równie dawno, jak herb np. Persztynów (1220), choć z powodu braku znajomości sfragistyki czeskiej, nie można na to złożyć pozytywnych dowodów.
Franciszek Piekosiński wszystkie te wątpliwości rozstrzyga tłumacząc, że jeżeli Odrowąże w Czeczach używali nazwy rodowej „Odrowąż”, zarówno, jak i w Polsce (a jak wiadomo proklamacje w Czechach były nieznane), ponadto starożytność tego rodu mamy udowodnioną w Polsce aż do schyłku XI wieku, to musi oznaczać, że to czescy Odrowąże przyszli z Polski do Czech i przynieśli swoją proklamację, a nie odwrotnie, objaśniając zatem, że jest to polski ród, a nie czeski.
Ostatni wypowiedział swe zapatrywanie w tej kwestii Władysław Semkowicz, poświęcił wówczas uwagę chorągwi niejakiego Jana Jenczykowicza, pana morawskiego, mającego prowadzić ją pod godłem Odrowąża czeskiego w Bitwie pod Grunwaldem. Ród ten nazwał Benešowcami, który z polskimi Odrowążami prócz identycznego godła herbowego najprawdopodobniej w żadnym nie pozostawał związku. Jednakże wspomniany autor przypuszczenie zmienił to w pracy, przedstawionej na posiedzeniu Akademii Umiejętności 10 lipca 1911 roku, a noszącej tytuł: „Uwagi metodyczno-krytyczne nad pochodzeniem i rozsiedleniem rycerstwa polskiego wieków średnich”. Komentując, że do czesko-morawskich rodów należą i... Odrowąże. Tych ostatnich wiąże autor z morawskimi panami Beneszowcami, u których, prócz identycznego herbu, znajduje imiona, właściwe Odrowążom: Dobiesz i Miłosław. Pierwotne ich siedziby były w Śląsku Opawskim nad górną Odrą (z którą w związku zapewne proklama) skąd przez Śląsk dostali się do Polski.
Antoni Rybarski na podstawie badań rodów Odrowążów i Beneszowców przy zestawieniu ich gniazd i terytoriów, stwierdził, że można wyprowadzić zupełnie pewne wnioski, dotyczące pochodzenia tych rodów. Gniazda ich są zupełnie odrębne, Beneszowców – czeskie, Odrowążów – notorycznie śląskie. Z pierwotnego swego gniazda gałąź Beneszowców emigruje bardzo wcześnie i osiedla się w Opawskim w 1062 r., zakładając wszędzie osady o nazwie Beneszowa. Posiadłości Beneszowców w tamtym regionie rozszerzają się bardzo znacznie i szybko – nigdy jednak nie graniczyły z posiadłościami Odrowążów. To zupełnie wyklucza przypuszczenie, że Beneszowcy pochodzą od Odrąwążów. Zwrócił też uwagę na alternatywę wręcz przeciwną: że gałąź Beneszowców, w Opawskim osiedlona, przeniosła się do Odrowąża nad Odrą i uznała tę nową miejscowość za swe gniazdo rodowe tak dalece, iż jej nazwę przeniosła potem do Małopolski (zob.: Odrowąż), jako coś dla siebie najcharakterystyczniejszego. Pomijając sztuczność takiego przypuszczenia, przeczą mu dwa argumenty. Po pierwsze, fakt ściśle stwierdzony, że Beneszowcy, osiedlając się na nowych terytoriach, zakładają wśród nich osady, zwane Beneszowami, żadnej zaś takiej osady ani nad Odrą koło Odrowąża ani w Koneckiem nigdzie nie ma. Po drugie, sama chronologia osadnictwa obydwóch rodów. Dersław, syn Benesza, zjawia się w Opawskim w 1062 roku. Jest on pierwszym Beneszowcem, osiedlonym w niezbyt wielkiej odległości (ok. 62 kilometry) od Odrowąża (śląskiego). Wobec tego, gdyby Odrowąże od Beneszowców pochodzili, to osiedlenie się ich w Odrowążu musiałoby nastąpić po roku 1062. Tymczasem z całą pewnością powiedzieć można, że wtedy w Małopolsce już są osiedleni członkowie rodu, którzy z Odrowąża śląskiego pochodzili i miejscowość tę za swe gniazdo rodowe uważali, skoro przenieśli tę nazwę do Małopolski. Dowodzi to zupełnie jasno, że ród ten przed 1062 w Odrowążu (nad Odrą) już od niepamiętnych czasów siedział, a zatem na pewno od Beneszowców nie pochodził.
Beneszowcy zjawiają się w ziemi opawskiej w chwili, gdy należy ona już bez wątpienia do Moraw, nie do Śląska. Związani są z dziejami czesko-morawskimi. Jednym słowem są to dwa rody pod względem pochodzenia zupełnie odrębne. Nie jest rzeczą wykluczoną, iż mogły one być ze sobą spokrewnione przez małżeństwa, chociaż zamieszkiwały dwa różne organizmy państwowe. Niestety, źródła nie przechowały danych co do takiej ich łączności. W rzeczywistości łączy je wspólne godło herbowe (znak herbowy).

### Odřiwans
Herby czeskie, nie posiadały swej proklamacji (nazwy herbu), tymczasem godło Beneszowców teoretycznie ją posiada. U niektórych pisarzy, np. u Palackiego, nosi nazwę „Odřiwans”. Nazwa ta nie może pochodzić ze wspólności rodowej Odrowążów i Beneszowców (jak już została ta kwestia wyjaśniona w sekcji wyżej) – musi być więc jakaś inna przyczyna. Zbadanie chronologii nazwy „Odřiwans” wyjaśnia wszystko w zupełności. Otóż nazwa ta zjawia się dopiero w XVI wieku we wspomnianym już dziele Paprockiego. Czeski historyk, Josef Jireček wyraźnie opowiada się za jej polskiem pochodzeniem, twierdzi też, że wzięła się właśnie od Paprockiego.
Porównanie wiadomości dotyczących Odrowąża, zawartych w pierwszym dziele Paprockiego, Herby rycerstwa polskiego, z drugim jego dziełem Zrcadlo slavného Markrabství moravského, wykazuje, że opowieść ostatnia jest tylko upiększeniem, amplifikacją pierwszej. Wiedzę na temat rzekomego morawskiego pochodzenia Odrowążów Paprocki ma z herbarza Jana Długosza, do tego dorabia legendę w Herbach rycerstwa polskiego. Przed Paprockim nikt o Odřivansie w Czechach i na Morawach nie pisał.
Podkreślić należy, że nazwa Odřiwans przyjęła się w Czechach nie jako proklamacja rodowa, jak przypuszczali Małecki i Piekosiński, lecz jako nazwa przedmiotu, umieszczonego w godle herbowym, o czym wnosić można z faktu, iż herb poprzednio zwał się „rohata strela” (w Kronice Dalimila, pochodzącej z pierwszej ćwierci XIV wieku) lub „zavinouta strela” (jak wykłada Martin Kolář). Znaczenie ostatniej nazwy pozwala zrozumieć przechowany w księgach ziemskich margrabstwa morawskiego rysunek herbu Piotra z Krawarz i Strażnicy, pochodzący z roku 1412.
Według następujących wniosków oznacza to, że czeska nazwa Odřiwans jest odpowiednikiem polskiego Odrowąża i została wymyślona przez Polaka.

### Pochodzenie i znaczenie znaku herbowego
Antoni Rybarski na temat znaku herbowego ma swoją teorię, zauważa, że na najstarszej pieczęci czeskiej, a zatem w ogóle na najstarszym wizerunku omawianego herbu, końce łuku wgięte są do środka, a nie wygięte na zewnątrz. Według niego można to wytłumaczyć formą tarczy herbowej. Na pieczęciach rytych na trójkątnych tarczach, końce łuku wyraźnie zwężają się ku dołowi, tak jak w przypadku pieczęci Tomasza ze Štitnego i Krzesława, podsędka ziemskiego krakowskiego z 1385 roku. Trójkątna forma tarczy nie wpłynęła na wgięcie końców łuku na pieczęciach Jana Szczekockiego z r. 1419 i Mikołaja Strasza z r. 1480.
Strzały takie w średniowieczu uchodziły za godło umęczonego strzałami św. Sebastiana i amulet przeciw zarazie (czarnej śmierci). Rzeźbione w jakimś trwałym materiale, noszone były na szyi, by zapobiegały strasznej chorobie. Wiara w ochronne działanie tego symbolu powstała stąd, iż sam św. Sebastian bardzo wcześnie uważany był za patrona czy opiekuna przeciw tej chorobie. Kult św. Sebastiana w Mediolanie sięgał IV wieku i nie wygasł jeszcze nawet w XVI wieku. Prawdopodobnie, czcią ogólną musiało się cieszyć i godło świętego. Wiadomo, że Benesz (protoplasta rodu Beneszowców) brał udział w oblężeniu i zdobyciu Mediolanu przez Barbarossę. Benesz mógł się zapoznać z kultem i godłem św. Sebastiana i zaszczepić jego cześć wśród członków swego rodu. A kiedy w Czechach przyszła pora brania herbów na wzór zachodnioeuropejski, godło świętego męczennika łatwo posłużyło za temat herbowy, ponieważ było ochroną przeciw zarazie, było symbolem świętego-rycerza i przypominało wojenne przewagi i czyny jednego z Beneszowców. Tak pojmowana geneza herbu Beneszowców nie byłaby czymś zupełnie dziwnym w dziejach heraldyki czeskiej, gdyż herby także panów z Kostomlat i Choustnika i panów z Pardubic i Malowic zawdzięczają swe powstanie wyprawie mediolańskiej.
Najprawdopodobniejszym rozwiązaniem dotyczącym znaku herbowego (godła) jest jego możliwe pochodzenie od św. Sebastiana.
Teoria Antoniego Rybarskiego dotycząca wyjaśnienia znaczenia godła, jako strzały św. Sebastiana i jego genezy, jako godła herbowego u Beneszowców, wyraźnie przemawia za tym, że u Odrowążów nie powstało ono samodzielnie, lecz przyjętem zostało od Beneszowców i oczywiście bardziej jeszcze za tym, że nie przeszło od Odrowążów do Beneszowców. Godło to zupełnie zrozumiałe jako samodzielny rezultat faktów z dziejów rodu Beneszowców, w rodzie Odrowążów musi być traktowane jako recepcja czegoś ustalonego, gotowego, gdyż nie mamy nawet najsłabszych poszlak, które by wskazywały, że dzieje Odrowążów dostarczyły im materiału do takiego procesu myślowego, jaki mógł zajść u Beneszowców, gdy tworzyli swe godło herbowe. Na pytanie kiedy i w jakich okolicznościach taka recepcja mogła nastąpić, wobec braku materiału heraldycznego można odpowiadać tylko przypuszczeniami.
Posiadłości Beneszowców od Odrowąża (śląskiego) dzielą w linii prostej mniej więcej 64 kilometry. Nie jest to bliskie sąsiedztwo, ale mogli Odrowąże na Śląsku od tych bardziej zaawansowanych w rzeczach heraldycznych Czechów przejąć godło i przekazać je małopolskim gałęziom swego rodu. Za tym przypuszczeniem przemawia istnienie śląskiej rodziny Laszotów ze Stebłowa i stosunki mnicha Odrowąża z Czechami i Pragą. Nasuwa się jednak i drugie przypuszczenie. U schyłku XIII w. zjawia się w Polsce aż dwa razy potężny Beneszowiec, wojowniczy biskup praski, Tobjasz. Po raz pierwszy wyruszył do Polski we wrześniu 1291 roku. Udało mu się wtedy zająć tylko krakowską dzielnicę. Jak długo w Polsce bawił, nie wiadomo. To pewne, że 20/XII tegoż roku jest już z powrotem w Pradze. Panowanie czeskie mimo tej wyprawy należycie ugruntowanym nie zostało, wobec czego 12 sierpnia 1292 r. wyruszył do Polski sam król, któremu towarzyszył biskup Tobjasz. 16 sierpnia wkroczyli Czesi do Krakowa. Tu kończą się wiadomości o b. Tobjaszu w Polsce. Herbu Beneszowców Tobjasz używał już w sposób tak dalece zdecydowany, że kazał go wyszywać na szatach swej służby. W kilka lat po bytności biskupa praskiego, w r. 1300 jest starostą krakowskim i sandomierskim nieznany bliżej Wok (Vocco). W źródłach występuje tylko raz; sądząc po imieniu może to być jakiś Beneszowiec, któremu drogę do urzędów w Polsce biskup Tobjasz przetarł w latach 1291–1292. Widzimy więc, że wobec pobytu Beneszowców za tzw. rządów czeskich w Małopolsce, mieli Odrowąże i tutaj sposobność do zapoznania się i przejęcia czeskiego godła herbowego. Na stwierdzeniu tych możliwości należy poprzestać.
Według następujących wniosków oznacza to, że godło herbowe prawdopodobnie należało do Beneszowców. Odrowążowie natomiast przyjęli go jako swój własny znak.

### Najwcześniejsze wzmianki
Pierwszym członkiem rodu Odrowążów, po którym zachowały się pieczęcie, jest komes Sąd, kasztelan wojnicki: w 1236 roku pieczętujący dokument, dotyczący prebendy w Szańcu, a w 1239 – dotyczący darowizny Wrocieryża. Żadna z nich jednakże nie nosi późniejszego godła herbowego Odrowążów: pierwsza jest zwykłą „obrazową”, przedstawiającą rycerza na koniu, zwróconego w lewo, a na drugiej znajduje się postać gryfa. Najstarsza znana pieczęć z wizerunkiem tego herbu pochodzi z Czech, kiedy to w 1284 roku, Andrzej z Kawczihory ją odcisnął. Jednakże, za najstarszą polską pieczęć z wizerunkiem Odrowąża uważa się tę, odciśniętą przez Jakóba z Dębna w 1312 roku. Znana jest też pieczęć herbu Odrowąż pochodząca z 1413 roku, kiedy to jako jeden z 47 pozostałych polskich herbów został adoptowany przez bojarów na mocy unii horodelskiej. Przedstawiciel rodu rycerskiego Odrowążów, Jan ze Szczekocin, adoptował wówczas bojara, Wyszegerda.
Zapiski i opisy tego herbu w Polsce pochodzą dopiero z XV wieku. W porządku chronologicznym: zapiska sądowa z 8 stycznia 1423 roku nazywa omawiane godło „sagitta a zaw assa”. Kolejna zapiska pochodzi z 16 stycznia 1426 roku i opisuje godło jako: „rogaczyna a zawassza cocelna”. Najwcześniejsze znane źródło heraldyczne wymieniające herb to datowane na lata 1464–1480 Insignia seu clenodia Regis et Regni Poloniae polskiego historyka Jana Długosza, który oprócz wspomnianego w rozdziale wyżej opisie herbu, zawiera o nim następującą informację:

Ex Moravia ducens genus, viri prouidi et facundi, in varium sermonem procliui.

Kolejny zapis jest zapisem sądowym z 12 czerwca 1473 roku, zawierającym opis: „zawyasza sagitta alba superposita in clipeo campi rubei”.

### Etymologia
Pierwszą możliwością pochodzenia nazwy Odrowąż jest wywód od nazwy osobowej Odrowąż, wcześniej niż w Słowniku Staropolskich Nazw Osobowych (SSNO) poświadczonej na Śląsku w zapisie: Petrus Odrawez, miles 1292. i w Małopolsce w zapisie: Dobeslaus dictus Odrowansz 1396. Drugą możliwością jest pochodzenie bezpośrednio od nazwy miejscowej Odrowąż w pow. koneckim, poświadczonej w zapisie: villa Stari Odrouus 1222. Wieś niewątpliwie stanowiła gniazdo małopolskiej linii rodu Odrowążów. Istnieje też miejscowość Odrowąż nad Odrą w woj. opolskim, gminie Gogolin: Oderwanz (niem. Oderhoch), brak jednak poświadczeń tej nazwy w źródłach aż do XV wieku włącznie. Ród według przekazu Jana Długosza: Ex Moravia ducens genus i tradycji rodowej miał przybyć z Czech lub Moraw na Śląsk, gdzie zostawił ślady swojego pobytu w poświadczonej w źródłach historycznych obecności wyżej wspomnianego (w zapisie po łacinie) rycerza Piotra Odrowąża, w miejscowościach związanych z historią rodu, takich jak m.in. Kamień, miejsce urodzenia św. Jacka, w nazwie wsi Odrowąż pod Gogolinem i innych. W XIII w. pojawiają się Odrowążowie również w Małopolsce. Pochodzenie nazwy zarówno osobowej, jak i miejscowej nie zostało jeszcze ostatecznie wyjaśnione. Istnieją dwie koncepcje odczytania: Odrowąż, rzadziej Odrowąs. Główne sposoby objaśnienia ich etymologii polegają na szukaniu związku nazwy z miejscem, gdzie jakoby odzierano węże, lub z rzeką Odrą (drugi człon -wąz < wąski miałby oznaczać przewężenie rzeki, nad którym mogłaby być położona wieś). Jako przezwisko osobowe mogło się odnosić do człowieka z odartym wąsem lub odzierającego węże. W tym przypadku należałoby się raczej spodziewać postaci Odrzywąs czy Odrzywąż z pierwszym członem werbalnym na -i II -y; można jednak przyjąć także wpływ typu złożeń z tematem nominalnym na -o na powstanie nazwy z pierwszym członem Odro-. Ostatnią próbą szukania etymologii nazwy jest propozycja Jerzego Nalepy. Polega ona na odczytaniu nazwy wsi na Śląsku i w koneckim nie Odrowąż, lecz Odrowiąż. Autor łączy pierwszy człon nazwy z rzeką Odrą, w drugim członie doszukuje się sufiksu -ov- poszerzonego hydronimicznym formantem -ęg-.

### Legenda herbowa
W swoim herbarzu Kasper Niesiecki zawarł następującą legendę:

Z powieści starodawnych, o początku herbu tego, od potomstwa ta jest fabuła, żeby przodek mąż jeden sławny w Morawie, w cudzej ziemi z poganami o sztukę strzelał z łuku, potem z nim i za pasy chodził, i dziwnych sztuk -rycerskich z sobą próbowali. On Poganin widząc, że nań szczęścia z mocy niemiał, przed monarchą krainy onej, znając łaskę Pańską; dla tego, że mu się z każdym nieprzyjacielem fortunnie w potrzebach zdarzało, chcąc i nad onym górę otrzymać, o szczudłki z nim przed Cesarzem czynić chciał. On z gniewu, mając to sobie za zelżywość, uchwycił go za gębę, którą mu z wąsem i nosem oderwawszy, na strzałę wetknął, i ukazał Panu, który wzgardziwszy onym oszpeconym Poganinem, dał temu, za wieczny upominek, onej jego zwierzchności nad nim, strzałę przez wąs przewleczoną, i nazwał go Odrzywąs, aż per corruptionem sermonis Odrowąż po ten wiek (...).

## Herb w kulturze
- Herb Odrowąż, obok Pomiana, wspomina Włodzimierz Wolski w libretcie Halki[11]:

W jedno godło dziś się wiążą Pomian, panie, z Odrowążą.

- Jan Długosz, w jednym ze swoich dzieł Roczniki czyli kroniki sławnego Królestwa Polskiego, wzmiankuje herb[12]:

Wyliczenie chorągwi polskich biorących udział w wojnie pruskiej (...). Czterdziesta dziewiąta, pana z Moraw Jana Jenczykowica, miała za znak na czerwonym polu białą, napiętą strzałę na końcach zakrzywioną, którą Polacy nazywają Odrowążem. Jej dowódcą był Morawianin Helm, a walczyli w niej sami Morawianie. Wspomniany Jan Jenczykowic przysłał ją na pomoc królowi polskiemu Władysławowi pomny dobrodziejstw wyświadczonych przez króla Władysława jego ojcu Jenczykowi.

## Herbowni
Lista herbownych w artykule sporządzona została na podstawie wiarygodnych źródeł, zwłaszcza klasycznych i współczesnych herbarzy. Należy jednak zwrócić uwagę na częste zjawisko przypisywania rodom szlacheckim niewłaściwych herbów, szczególnie nasilone w czasie legitymacji szlachectwa przed zaborczymi heroldiami, co zostało następnie utrwalone w wydawanych kolejno herbarzach. Identyczność nazwiska nie musi oznaczać przynależności do danego rodu herbowego. Przynależność taką mogą bezspornie ustalić wyłącznie badania genealogiczne.
Pełna lista herbownych nie jest dziś możliwa do odtworzenia, także ze względu na zniszczenie i zaginięcie wielu akt i dokumentów w czasie II wojny światowej (m.in. w czasie powstania warszawskiego w 1944 spłonęło ponad 90% zasobu Archiwum Głównego w Warszawie, gdzie przechowywana była większość dokumentów staropolskich). Lista nazwisk znajdująca się w artykule pochodzi z Herbarza polskiego, Tadeusza Gajla (362 nazwiska). Występowanie na liście nazwiska nie musi oznaczać, że konkretna rodzina pieczętowała się herbem Odrowąż. Często te same nazwiska są własnością wielu rodzin reprezentujących wszystkie stany dawnej Rzeczypospolitej, tj. chłopów, mieszczan, szlachtę. Jest to jednakże dotychczas najpełniejsza lista herbownych, uzupełniana ciągle przez autora przy kolejnych wydaniach Herbarza. Tadeusz Gajl wymienia następujące nazwiska uprawnionych do używania herbu Odrowąż:
Abratowicz, Ambroch, Aramowicz, Augustynowicz,
Baftałowski, Baranowski, Bębnowski, Białaczewicz, Białaczewski, Białaczowski, Białeczewicz, Bielawski, Bilicz, Blaszkowski, Bleżowski, Błaszkowicki, Błaszkowicz, Błaszkowiecki, Błażejewicz, Błażejewski, Błażejowicz, Błażejowski, Błażyjewski, Bobrownicki, Bogorajski, Boguszewicz, Bohuryński, Bohuszewicz, Brachowski, Brózdowski, Buczkowski, Burchacki, Burkacki, Bylina,
Cedroński, Cedrowski, Chancłowicz, Chaustowicz, Chlewicki, Chociaszewski, Chociszewski, Chodecki, Cholticz, Chomiński, Chomski, Chreptowicz, Chwałkowski, Ciński, Ciżewski, Ciżowski, Cyński, Czechowski, Czelo, Czykiński, Czykliński,
Dąbieński, Dembiński, Dębieński, Dębiński, Domański, Dowojnowicz, Duracz, Durasiewicz, Durasowicz, Duraszewicz, Duroszewicz, Dziewiatyński, Dziewiątl,
Egrodzyński, Endwiłł,
Falconie, Falk, Falkonis, Falkoński, Ferber, Forst, Forsth, Funger,
Gałka, Gedmin, Getowc, Giedmin, Gietowć, Gietowt, Giwanowski, Gliszczyński, Glwanowski, Głębocki, Głogowski, Godowski, Godulski, Godwojsz, Gorski, Goslęcki, Goslędzki, Gostowicki, Gostwicki, Gostyński, Goświcki, Górski, Grabowski, Gradowski, Graliński, Greczyński, Gudowicz, Gulbiński,
Hanel, Hudowicz,
Iwanowski,
Jacewicz, Jachnowicz, Jachnowski, Jachowski, Jacynicz, Jaczynic, Jaczynicz, Jaczyński, Janczycki, Jarczyński, Jaskółka, Jączyński, Jędwiłł, Jucewicz, Juchnowski, Jura,
Kamieński, Kamiński, Kapusta, Kapustyński, Kapuściński, Karsznicki, Karśnicki, Kiełpsz, Kietliński, Kisarzewski, Kissarzewski, Kniaski, Kniźski, Knyszyński, Konczewski, Konecki, Konicki, Koniecki, Konkowski, Kontski, Kończewski, Koński, Korzeniewicz, Kościelnicki, Kościukiewicz, Kotuliński, Kowalewski, Krajewski, Krawarski, Krobski, Kruszlowski, Krużlowski, Kryszkowski, Krzyczkowski, Krzyskowski, Krzyszkowski, Krzyszyłowski, Krzyszytowski, Krzyżkowski, Kuliński, Kurasiński, Kurzański, Kuszel, Kuszelewski, Kwinta, Kwinto,
Lasota, Lassota, Ledrowski, Lewiecki, Lisowski, Litawor,
Łaniewski, Łankowski, Łucki, Łukaszewicz, Łukaszewski,
Malechowski, Malicki, Małuj, Małuja, Manczyk, Maniewski, Manujłowicz, Mańczukowski, Markiewicz, Maskiewicz, Maszycki, Mażejko, Mieczkowski, Mielicki, Mieszkowski, Mięszkowski, Miklasz, Mikłasz, Milżecki, Milżewski, Milżycki, Miłosław, Miłżecki, Mimonrzecki, Mimoński, Mina, Minakowski, Minkiewicz, Minkowicz, Minkowski, Minoski, Minowski, Mińkowski, Mironicki, Mironiski, Miroński, Miroszewski, Mirski, Mleczko, Mniewski, Mniowski, Morgiewicz, Morkiewicz, Możejko, Mroczko,
Nieświeński, Nieświński, Niświeński, Niwiński,
Obrębski, Obulec, Obulecz, Ochramowicz, Ochrymowicz, Odrowąż, Olsztyński, Ossowski, Otorowski,
Pacanowski, Paczanowski, Parczewski, Parczowski, Pawłowicz, Pekulicki, Petrykowski, Pękalski, Piekalicki, Pieniążek, Pietkiewicz, Pikturn, Pikturna, Pikturno, Piramowicz, Pleśniewicz, Pleżniewicz, Płatkowski, Płoszowski, Płotnicki, Pniewski, Pniowski, Podgórski, Połęcki, Pontus, Pontusowicz, Potempski, Potemski, Potępski, Potrakowski, Potrykowski, Potrzykowski, Prandota, Proszowski, Pruskowski, Pruszkowski, Przedwojewski, Przedworski, Przydworski, Ptaszyński, Putel, Putell,
Racławski, Raszkowski, Rembieszycki, Rodziszewski, Roskowski, Rozdrażewski,
Sąd, Sczekocki, Sedlnicki, Siedlecki, Siemaszko, Siemaszkowicz, Siemieszki, Siemieszko, Siński-Czykiński, Sipniewski, Skorzewski, Skowrocki, Skórzewski, Sławęcki, Spannbauer, Sprowski, Starewicz, Strasz, Straszewicz, Strusz, Stuliński, Stużeński, Stużyński, Sypniewski, Sypniowski, Sypnowski, Szczekocki, Szpikłowski, Szukiewicz, Szydłowiecki.
Torczyłło, Tworkowski,
Usarzewski,
Waligórski, Walmont, Walmontowicz, Waniewski, Wanikowski, Wazgird, Wądołowski, Wątróbka, Werda, Węchadłowski, Wialbut, Wigerd, Wilkoński, Wilkowski, Wirpsza, Wisogierd, Wissogiert, Wizgajło, Wizgerd, Wizgert, Wizgird, Wizgirt, Wojewódka, Wojewódko, Wojtkowicz, Wolski, Wołyński, Wondołowski, Wysocki, Wysogird, Wysogirt, Wyssogierd, Wysygirt, Wyszegerd,
Zagórski, Zarszyński, Zyk,
Żadeyko, Żak, Żodejko, Żynawski.
Kasper Niesiecki w Herbarzu Polskim z ok. 1728-1743 wymienia następujące nazwiska niefigurujące na liście nazwisk Tadeusza Gajla: Łuskina, Zaranowski i Żerebiatycz pieczętujące się herbem Odrowąż II (odmiana druga), a także Buchta, Jeleński, Siedlniski, Sprowy, Zaba, Wissogerd.
Stefan Kossecki w swoim herbarzu Poczet herbów szlachty... z 1789 roku, wspomina również o domach szlacheckich spod nazwiska: Błaszkowski (wcześniej wymieniony Blaszkowski w liście Gajla?), Duracki (Duracz?), Hreptowicz (Chreptowicz?), Prendota (Prandota?), Przyszkowski, Szypniowski, Wyszogier (Wyssogierd?).

### Znaczący przedstawiciele i potomkowie rodów herbu Odrowąż
Wielu Odrowążów, szczególnie z rodzin magnackich, dochodziło w czasach Rzeczypospolitej szlacheckiej do godności dygnitarskich (sprawowali najwyższe funkcje dygnitarskie w historii Rzeczypospolitej, np. wojewodów, marszałków, podskarbich, kanclerzy, hetmanów). Rodziny magnackie, o których tu mowa to chociażby Szydłowieccy, Chlewiccy, Chreptowiczowie i oczywiście sami Odrowążowie. Nie brakowało też wśród przedstawicieli rodów herbu Odrowąż wysokich rangą sług Kościoła (biskupów, czy nawet kilku świętych), a także poetów, pisarzy, artystów, uczonych, uczestników zrywów niepodległościowych. Również mniej wpływowe rodziny wydały wielu znakomitych Odrowążów. Herbem tym pieczętowali się m.in.: kanclerz wielki litewski Joachim Litawor Chreptowicz (1729-1812), Piotr Wysocki (1797-1875) – inicjator powstania listopadowego, święci Jacek Odrowąż (1185-1257) i Czesław Odrowąż (ok. 1175-1242). Za potomków rodów szlacheckich tego herbu można uznać też np. doktora i pułkownika Feliksa Godowskiego (1878-1940), Janusza Kapuścińskiego (1898-1998) – majora kawalerii Wojska Polskiego, czy doktora chemii, porucznika i ofiarę zbrodni katyńskiej Zbigniewa Kapuścińskiego (1904-1940). Wielu potomków rodów pieczętujących się tym herbem nadal żyje.

## Odmiany
| Odmiany herbu Odrowąż |

## Galeria

### W sztuce

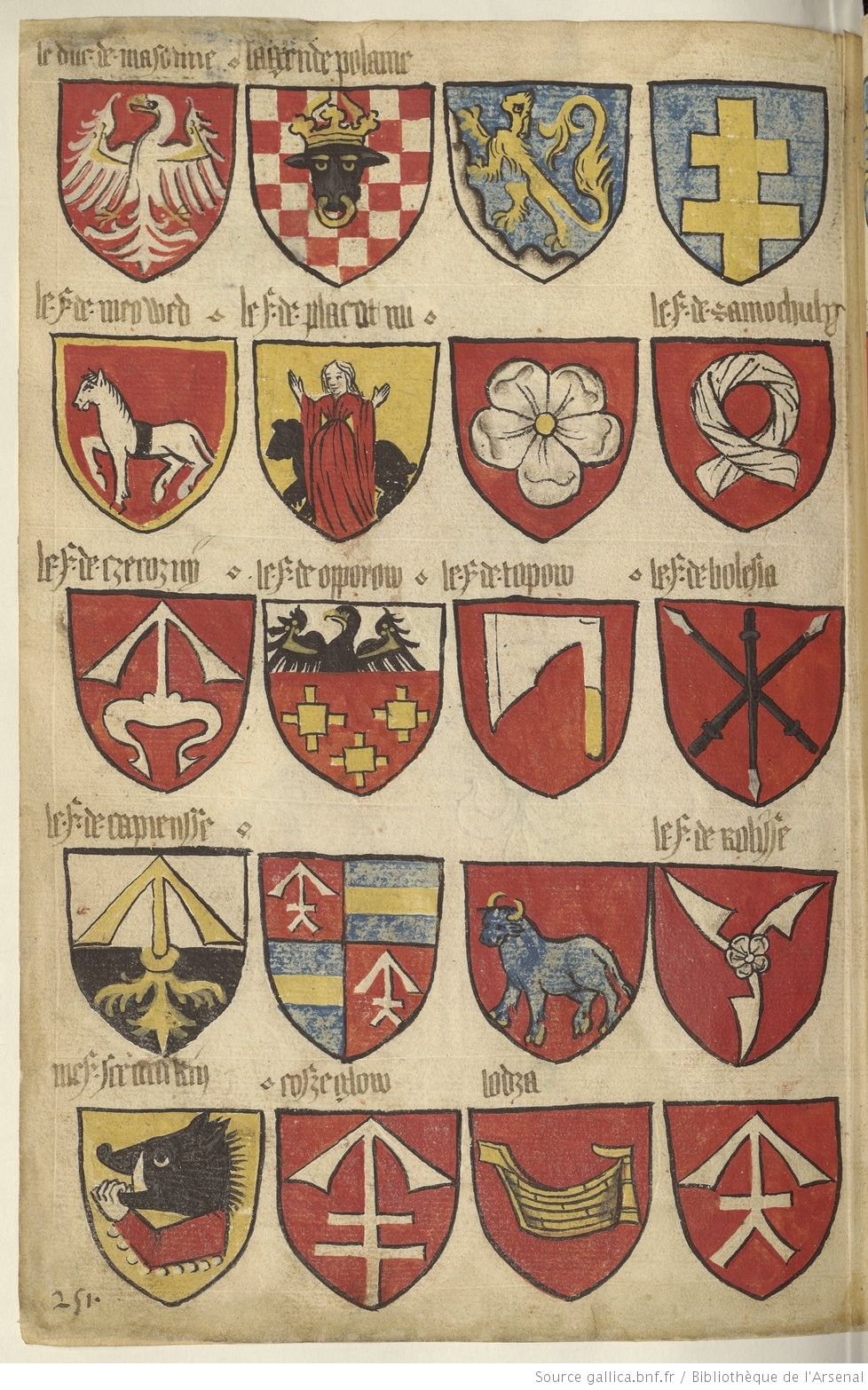
Herb Odrowąż w Herbarzu Złotego Runa z około 1433-1435 roku. I rząd, II kolumna.
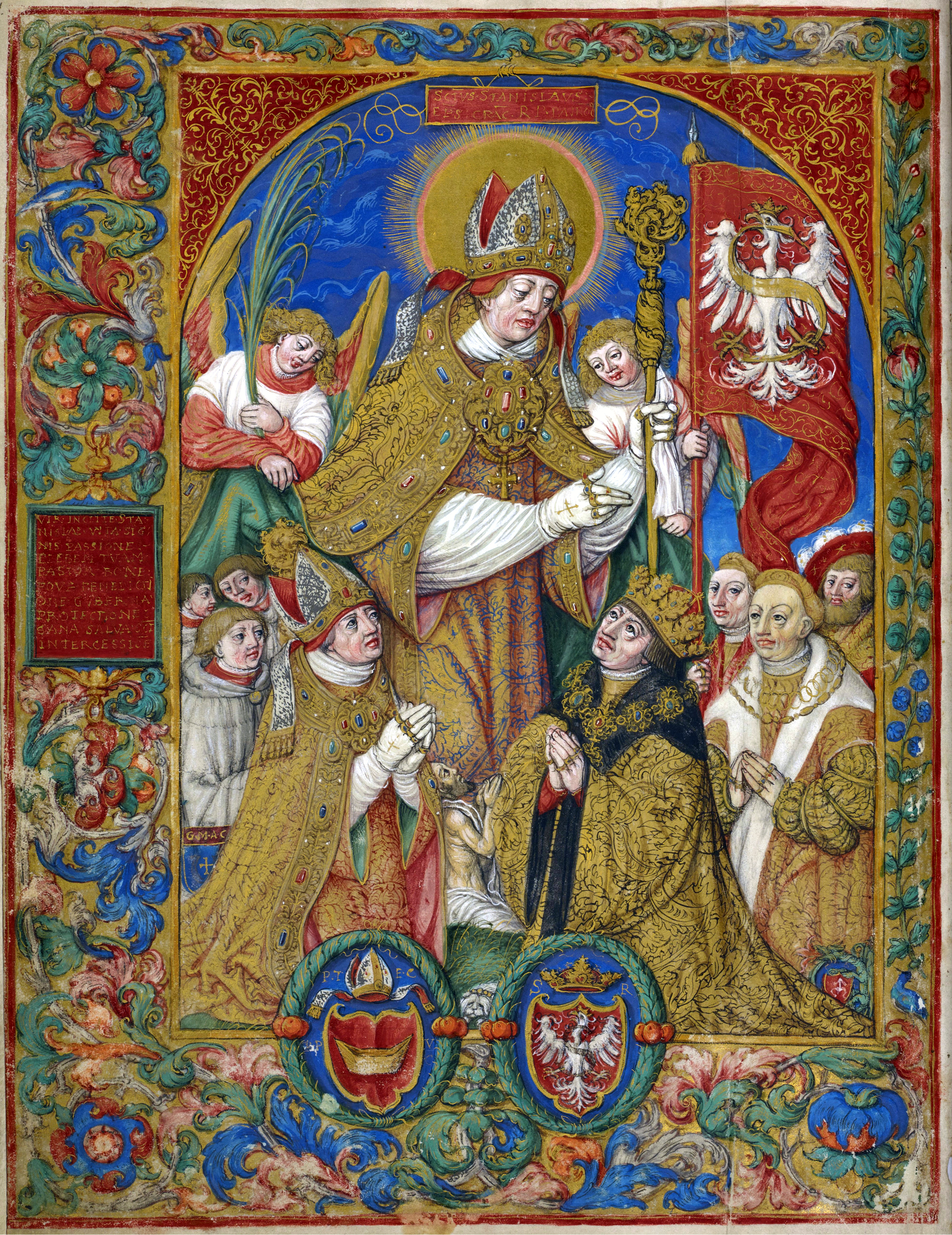
Odrowąż na malowidle Saint Stanislaus, autorstwa S. Samostrzelnika z około 1530-1535 roku (prawy dolny róg witrażu).
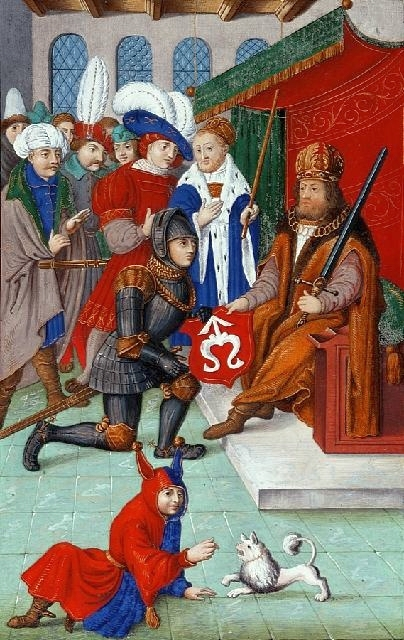
„Nadanie herbu Odrowąż protoplaście rodu Szydłowieckich” - miniatura S. Samostrzelnika z około 1532 roku.
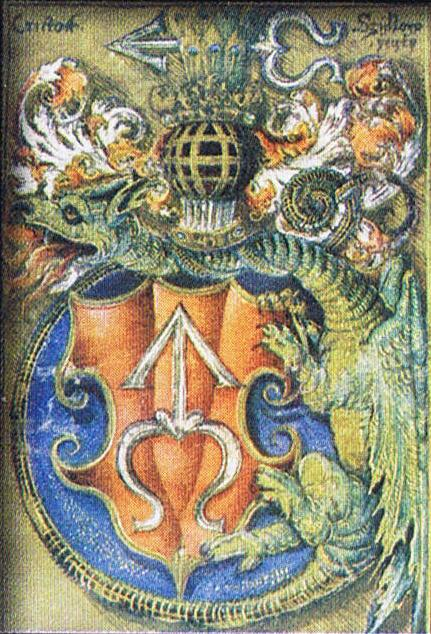
Osobisty herb Krzysztofa Szydłowieckiego, na malowidle z XVI wieku, autorstwa S. Samostrzelnika.
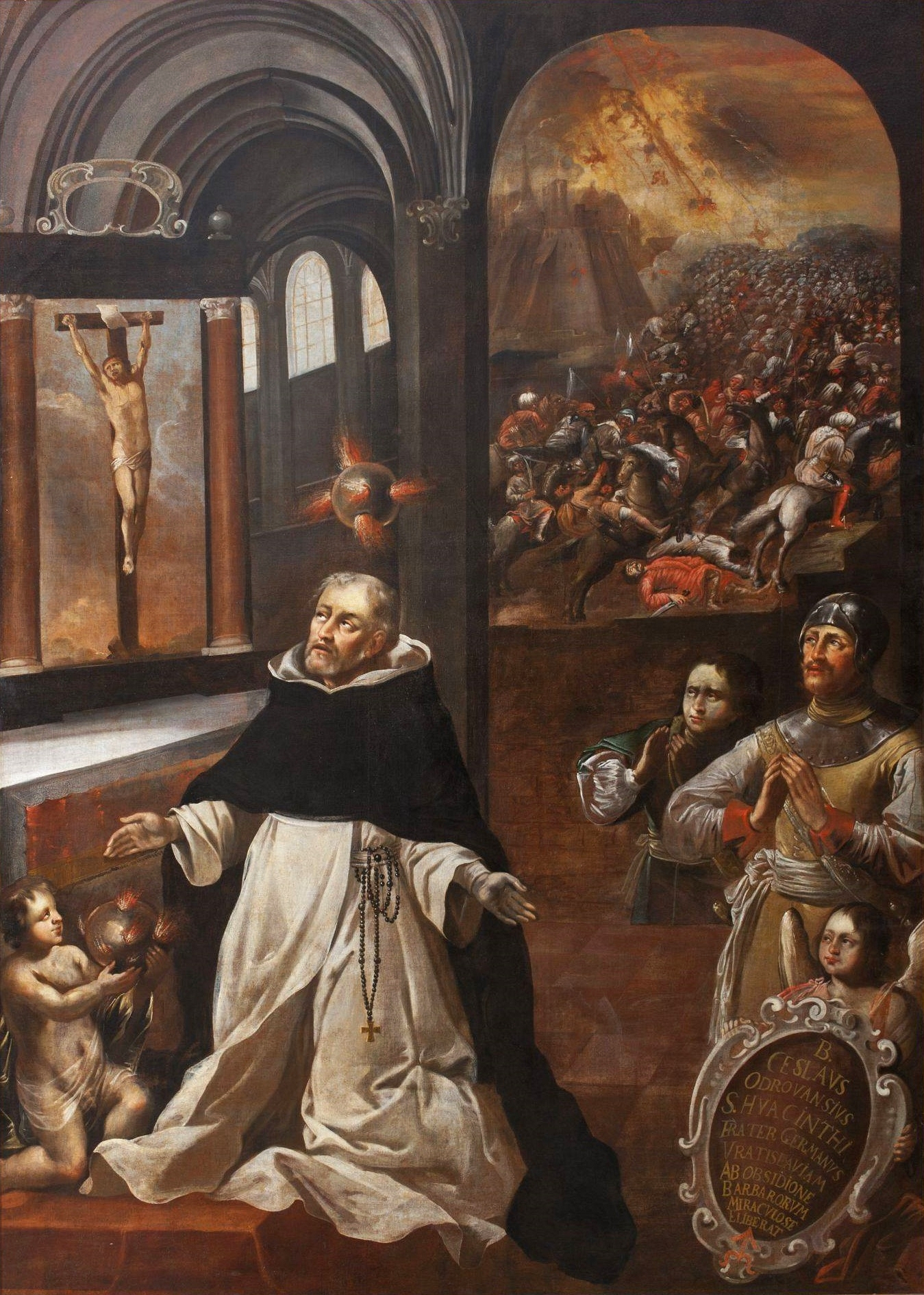
Odrowąż na obrazie Blessed Ceslaus, autorstwa Tomasza Muszyńskiego z 1665 roku (prawy dolny róg).
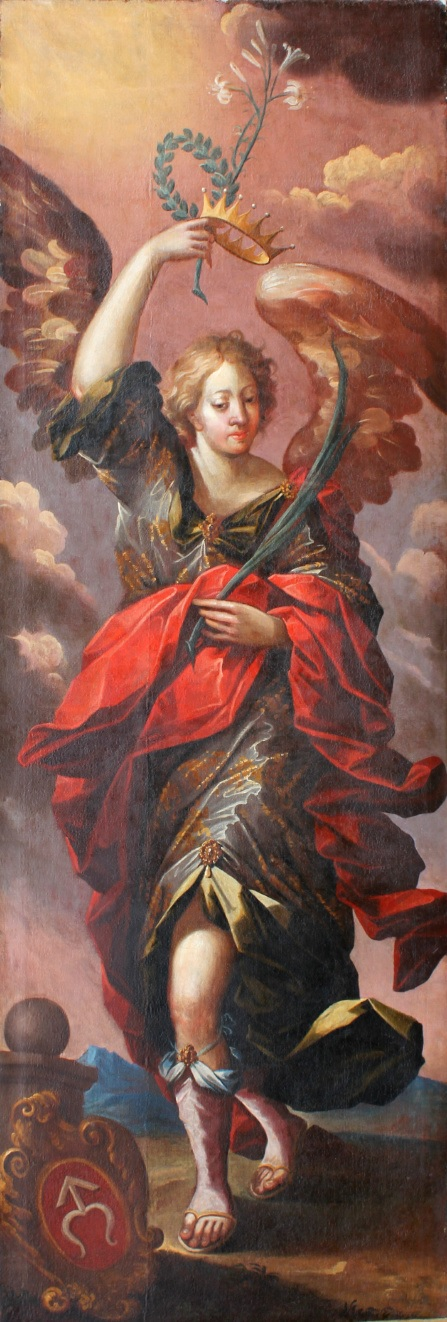
Anioł z lilią, wieńcem, koroną i palmą oraz herbem Odrowąż, obraz z XVII wieku, autor nieznany.

### W architekturze

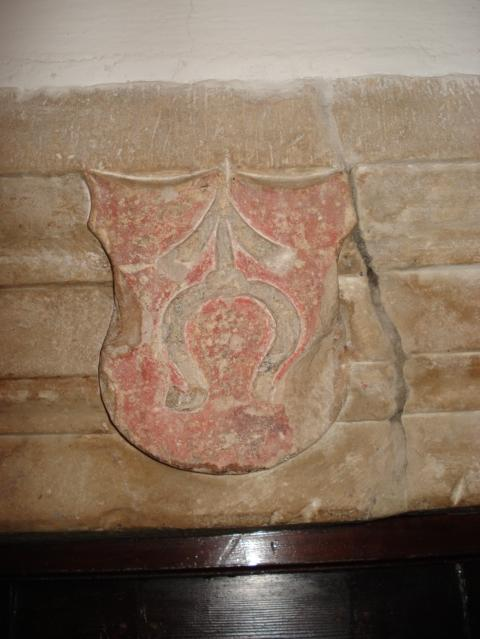
Herb w portalu na zamku w Szydłowcu.
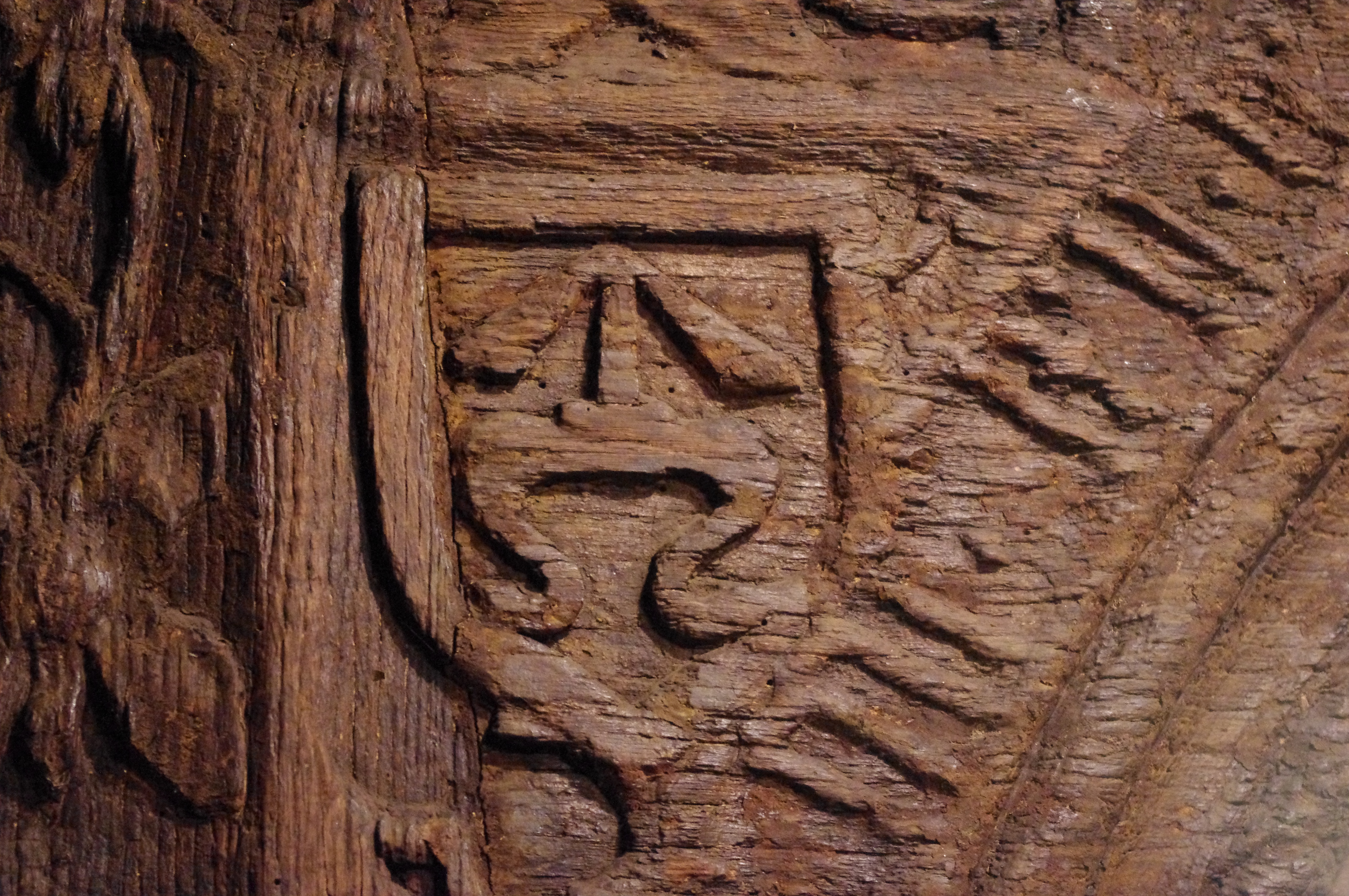
Herb Odrowąż na portalu Kościoła św. Bartłomieja w Krakowie.
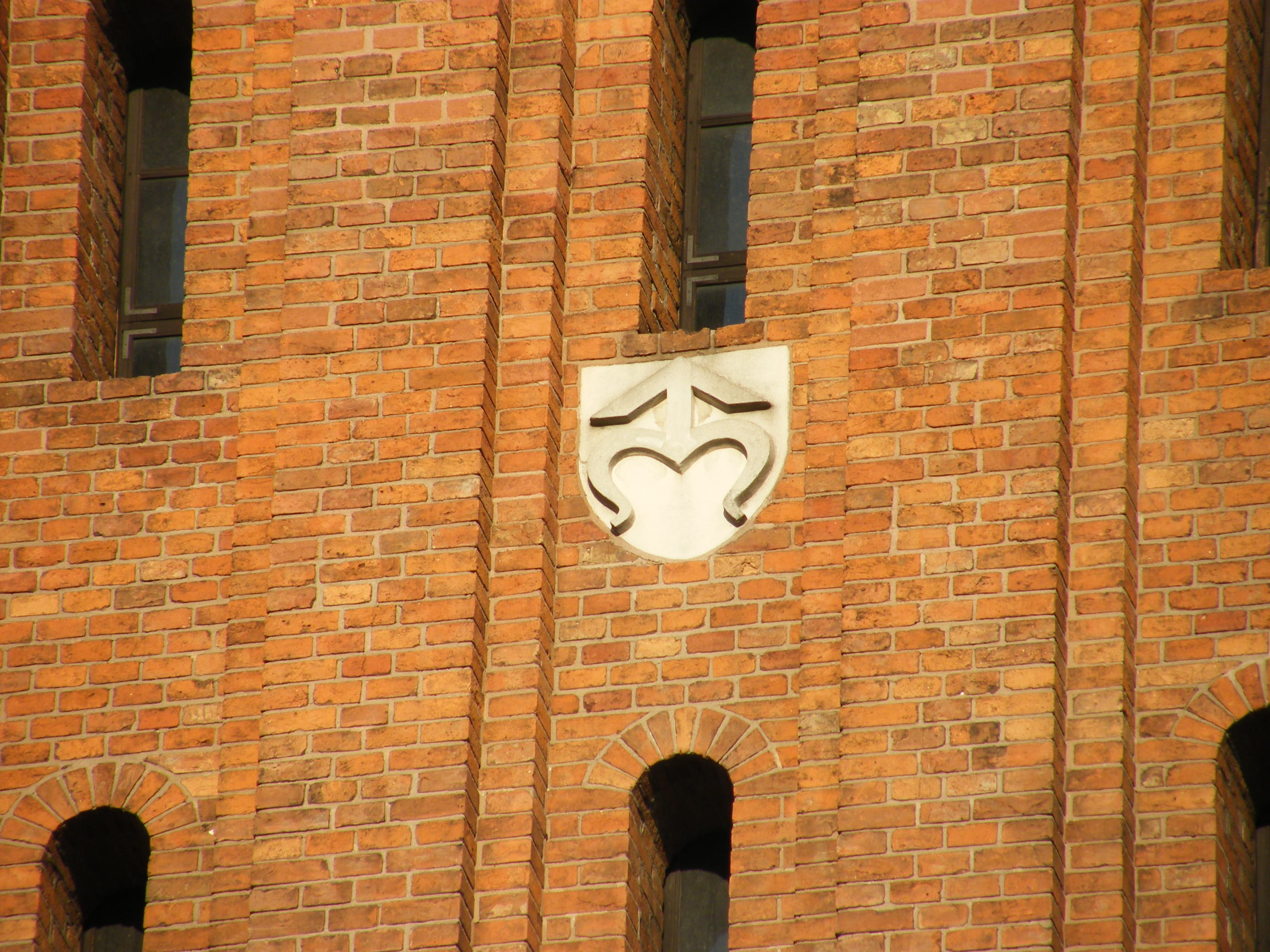
Odrowąż na Kościele Świętej Trójcy w Krakowie.
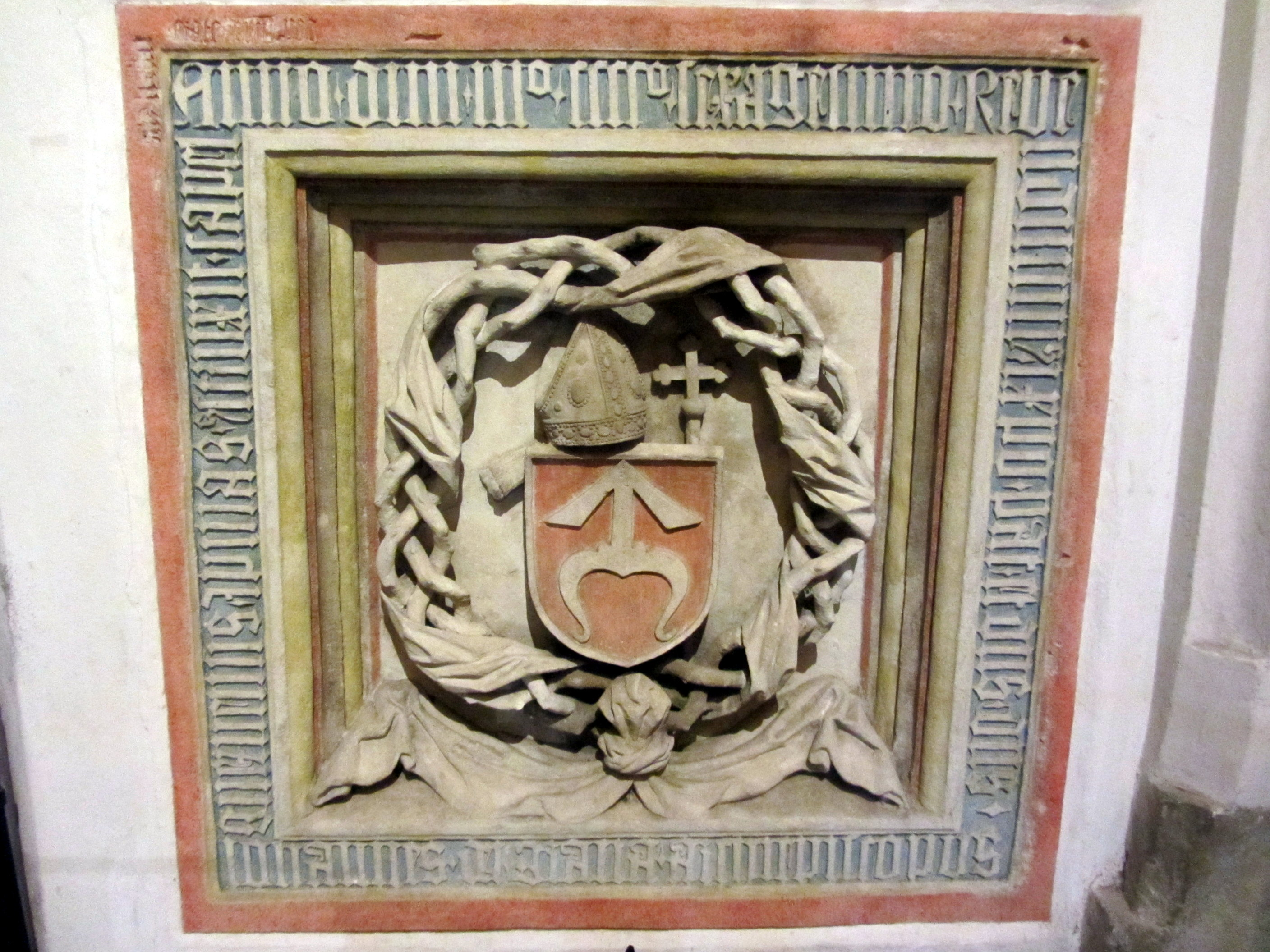
Płaskorzeźba gotycka z herbem Odrowąż w bazylice prymasowskiej w Gnieźnie.